# سید عبدالکریم لاهیجی
سید عبدالکریم لاهیجی یکی از مشاهیر لاهیجان، و شاگردان مرتضی انصاری در نجف بود.

## شاگردان
شیخ مرتضی زاهد و علامه تهرانی مولف کتاب الذریعه، از شاگردان اویند.

## ازدواج
علامه ملا علی کنی وقتی که از موقعیت علمی و عملی وی اطلاع یافت، دخترش رابه عقد وی درآورد و او را به منصب تدریس در مدرسه مروی تهران گماشت.

## مقامات علمی
مرتضی انصاری استاد او در حوزه علمیه نجف، از اینکه یکی از بهترین شاگردانش بدون هماهنگی و گرفتن توصیه نامه از نجف به ایران بازگشته بسیار نارحت می‌شود و همان وقت نامه‌ای به تهران خطاب به آیت‌الله ملا علی کنی ارسال می‌کند و از مقامات آقا سید عبدالکریم لاهیجی خبر داده و تاکید می‌کنند سید را دریابند و از وجودش در حوزه علمیه تهران استفاده شایسته ببرند.

## درگذشت
او سرانجام در سال ۱۳۲۳ قمری درگذشت.